# Fernanda Familiar
María Fernanda Familiar Villanueva (Parral, Chihuahua; 6 de junio de 1967) es una periodista, escritora, comunicadora y conferencista mexicana. En la actualidad es conductora del programa ¡Qué tal Fernanda! que se transmite en Imagen Radio a nivel nacional.
Ha escrito tres libros: Mamás de teta grande, El tamaño sí importa así como ¡No la vi venir!; fue directora de la revista Fernanda.
Es miembro activo del Foro Internacional de la Mujer, capítulo México así como fundadora de la organización Código Ayuda.

## Trayectoria
Estudio la carrera de Ciencias de la Comunicación en la Universidad Intercontinental de la Ciudad de México.
En 1996 formó parte del equipo de José Ramón Fernández Álvarez en el programa Los Protagonistas de TV Azteca.
En 2008, a través de Cadena Tres, fue conductora del programa 'Bien Familiar' emisión dirigida principalmente a mujeres.
Fue editora y directora de la revista Fernanda que circuló durante 15[cita requerida] años y público su último número en octubre de 2018.
Desde 2000 es titular del programa ¡Qué tal Fernanda! en Grupo Imagen Multimedia, emisión que se realiza de las 11:00 a 13:00 de lunes a viernes en el 90.5 FM de la Ciudad de México.